# 民權路 (嘉義市)
民權路（Minquan Rd.）是臺灣嘉義市東西向的重要道路之一。全線大約以農業試驗所嘉義分所為界，分成民權路和民權東路兩段。東以大雅路一段為界，銜接環潭道路；西接林森西路。其中民權東路向東延伸經大雅路一段銜接環潭道路後，直行即可抵達蘭潭水庫。

## 沿經行政區域
（由西至東）
- 西區（林森西路－文化路）
- 東區（文化路－大雅路一段）

## 車道配置
（由西至東）

### 民權路
- 林森西路－吳鳳北路：單行道（三輪（不含）以下車輛可雙向行駛）
- 吳鳳北路－啟明路：雙向各一車道
- 啟明路－農業試驗所嘉義分所：雙向各二車道

### 民權東路
- 全線：雙向各二車道

## 本路段客運
（由西至東）

### 嘉義市公車
| 路線編號 | 行先                                        | 收費方式   | 乘車站名                                             |
| -------- | ------------------------------------------- | ---------- | ---------------------------------------------------- |
| 樂活1路  | 紅瓦里(1)全家超商－嘉義火車站－林森盧義路口 | 一段票收費 | 盧亞人醫院、陽明醫院護理之家                         |
| 樂活1路A | 紅瓦里(1)全家超商－嘉義火車站－東洋新村     | 一段票收費 | 盧亞人醫院、陽明醫院護理之家、民權五福街口、嘉華高中 |
| 樂活2路  | 竹村里活動中心－五港宮                      | 一段票收費 | 盧亞人醫院、陽明醫院護理之家                         |

## 沿途設施
（由西至東）

### 民權路
- 合作金庫銀行東嘉義分行（425號）
- 嘉義市中正公園 （页面存档备份，存于）
- 中央廣場
- 經濟部標準檢驗局南區分局嘉義辦事處（312號）
- 嘉義市政府警察局北門派出所（268號）
- 中華郵政嘉義忠孝郵局 （页面存档备份，存于）（208-1號）
- 國防部後備指揮部嘉義後備指揮部 （页面存档备份，存于）（295號）
- 台灣自來水公司第五區管理處 （页面存档备份，存于）暨嘉義服務所（293號）
- 嘉義九華山地藏庵（255號）
- 天主教聖馬爾定醫院民權院區（60號）
- 嘉義公園（中山公園）
- 嘉義植物園
- 農業試驗所嘉義分所 （页面存档备份，存于）（2號）

### 民權東路
- 嘉義都會森林公園[]
- 嘉義市私立嘉華高級中學（45號）
- 臺灣自來水公司嘉義給水廠（46號）
- 嘉義市政府警察局長竹派出所（34號）
- 嘉義市立蘭潭國民中學 （页面存档备份，存于）（32號）